# اف‌اف. ۴۳

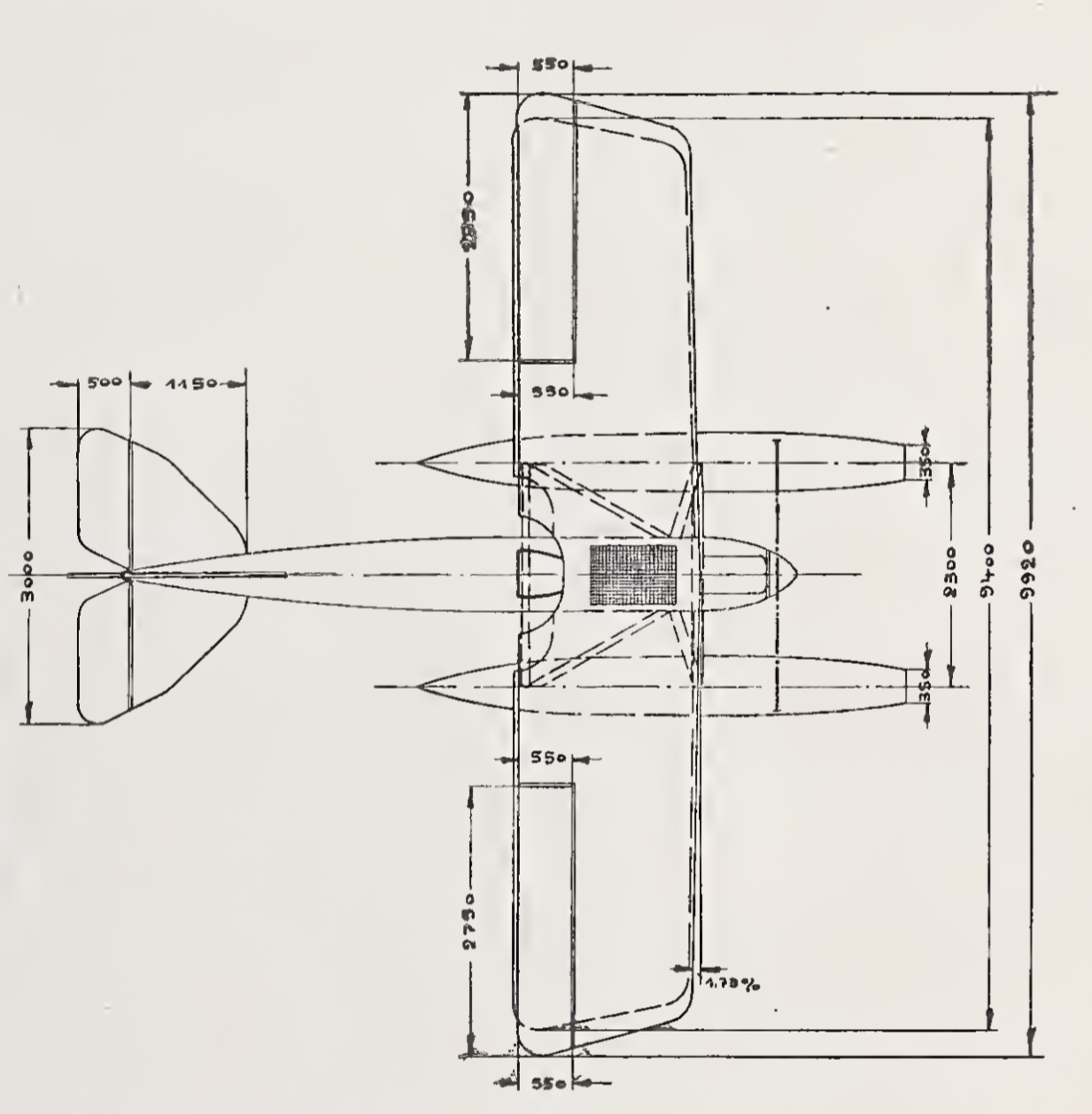
شماتیکی از مقایس اندازهٔ اف‌اف. ۴۳

اف‌اف. ۴۳ (به انگلیسی: Friedrichshafen_FF.43) یک هواگرد ملخ‌پیشین تک‌موتوره از نوع آب‌نشین ساخت شرکت Flugzeugbau Friedrichshafen است. هواگرد اف‌اف. ۴۳ نخستین پروازش را در ۸ سپتامبر ۱۹۱۶ میلادی انجام داد. در مجموع، تعداد ۱ فروند از این هواگرد ساخته شده‌است.